# Neostauropus lushanus
Neostauropus lushanus är en fjärilsart som beskrevs av Okano 1960. Neostauropus lushanus ingår i släktet Neostauropus och familjen tandspinnare. Inga underarter finns listade i Catalogue of Life.